# Галактионов, Валерий Витальевич
Валерий Витальевич Галактионов  (род. 25 сентября 1939) — специалист в области теплофизики, доктор физико-математических наук, профессор, заведующий кафедрой промышленных теплоэнергетических систем (1985—2002) Московского энергетического института. Ректор Русского института управления, г. Москва. Почетный работник высшей школы Российской Федерации.

## Биография
Валерий Витальевич Галактионов родился 25 сентября 1939 года в Ленинграде (Санкт-Петербург).
В 1963 году окончил Московский энергетический институт, получил специальность «Машины и аппараты по кондиционированию воздуха».
С 1963 по 1966 год учился в аспирантуре МЭИ на кафедре сушильных и теплообменных установок (СТУ) МЭИ, впоследствии переименованная в кафедру теплообменных процессов и систем кондиционирования (ТПСК). Научным руководителем Валерия Витальевича был доцент кафедры СТУ В. М. Верба.
В 1966 году защитил кандидатскую диссертацию, связанную с вопросами теплообмена в химически реагирующих газах. Стажировался в Великобритании. В 1970 году защитил диссертацию в университете английского города Лидса.
По окончании учебы работал в МЭИ на кафедре тепломассообменных процессов и установок. В 1985 году защитил докторскую диссертацию. В этот период его научным руководителем был профессор В. П. Мотулевич. Получил ученую степень доктора технических наук и звание профессора. Работал в МЭИ на должностях зам. заведующего кафедрой тепломассообменных процессов и установок (1972—1973), с 1985 по 2002 год заведовал кафедрой промышленных теплоэнергетических систем. С 1989 по 2000 год — проректор в МЭИ. В 1977 году принимал участие в подготовке документов для Лиссабонской конвенции о взаимном признании документов об образовании стран Европы.
В начале 2000-х годов перешел на работу в Русский институт управления. В настоящее время — ректор института, член редакционной коллегии научно-технического журнала «Энергетика. Известия высших учебных заведений и энергетических объединений СНГ».
Валерий Витальевич Галактионов является автором около 200 научных работ, под его руководством было подготовлено 6 докторов и около 40 кандидатов наук.

## Награды и звания
- Премия Президента Российской Федерации в области образования (1999)[2].
- Заслуженны работник РАО ЕС России.
- Почетный работник высшей школы Российской Федерации.

## Семья
Валерий Витальевич Галактионов женат. Дети Кирилл (1969) и Иван (1977).

## Труды
- Галактионов В. В., Парфентьева А. А., Портнов В. Д., Сасин В. Я. Исследование границы парогазового фронта в конденсаторе плоской газорегулируемой тепловой трубы. // ИФЖ. 1982. Т. З.
- Международная практика взаимного признания документов об образовании и профессиональных квалификаций/ В. В. Галактионов, М. В. Чернова ; М-во образования Российской Федерации, Ин-т проблем развития ВПО Московского автомобильно-дорожного ин-та (Гос. технического ун-та), Русский ин-т упр. Москва, 2003.